# Oreopanax dactylifolius
Oreopanax dactylifolius là một loài thực vật có hoa trong Họ Cuồng cuồng. Loài này được T.Moore mô tả khoa học đầu tiên năm 1862.